# Nhót Vân Nam
Nhót Vân Nam (danh pháp khoa học: Elaeagnus yunnanensis) là một loài thực vật có hoa trong họ Elaeagnaceae. Loài này được Servett. mô tả khoa học đầu tiên năm 1908.